# Dick Tracy (videogioco 1990 computer)
Dick Tracy è un videogioco sparatutto e picchiaduro tratto dal film Dick Tracy, pubblicato nel 1990 per i computer Amiga, Amstrad CPC, Atari ST, Commodore 64, MS-DOS e ZX Spectrum dalla Titus Software, su licenza della The Walt Disney Company. Per Amstrad GX4000 e CPC+ uscì una versione più rifinita nella grafica (32 colori) rispetto a quella per CPC.
È uno dei vari videogiochi tratti da quel film e non ha legami con gli altri. All'epoca il film era molto celebre, ma questa trasposizione non fu all'altezza delle aspettative.

## Trama
Dick Tracy affronta una serie di gangster pittoreschi, gli stessi che compaiono nel film, in lunghi scontri a fuoco con i loro scagnozzi per poi farli arrestare. In molte versioni la storia è raccontata da intermezzi con immagini di titoli di giornale o di personaggi.
Il gioco riprende molto vagamente la trama del film, ad esempio non compare affatto Mozzafiato Mahoney, il celebre personaggio che nel film era interpretato da Madonna.

## Modalità di gioco
Il giocatore controlla Dick Tracy e deve combattere le bande criminali lungo percorsi lineari all'interno della città. La scena è bidimensionale, con vista di profilo, e il personaggio cammina a destra e sinistra su suolo quasi sempre piatto; quando raggiunge l'estremità destra dello schermo passa alla schermata successiva del percorso.
Ci sono cinque livelli, che nelle versioni a 16 bit sono composti da un totale di 75 schermate.
I nemici, malviventi di vari tipi, possono entrare in scena dai due lati dello schermo. Alcuni attaccano in corpo a corpo e altri sparando. Alcuni compaiono fissi in alto, affacciandosi da finestre o tetti e sparando in continuazione. 
Nelle versioni a 16 bit, più avanti passano anche criminali in automobile che lanciano bombe.
Al termine dei livelli si affrontano i boss.
Inizialmente Dick combatte a pugni, poi da alcuni nemici abbattuti può ottenere ricariche di munizioni per la pistola e per il mitra. Le armi sono selezionabili dal giocatore e possono sparare anche in diagonale o verticale verso l'alto per colpire i nemici alle finestre. Le prestazioni tra le due armi cambiano poco.
Dick si può accovacciare, e finché resta fermo in quella posizione è immune a tutti gli attacchi, ma nemmeno lui può colpire o sparare.
Può anche saltare, ma soltanto in un livello più avanzato, ambientato sui cornicioni, ci sono precipizi tra una casa e l'altra che è necessario saltare.
Si possono subire più colpi prima della sconfitta, grazie a una barra dell'energia, ma le cadute dai tetti sono letali.
La versione ZX Spectrum ha l'azione in bianco e nero e stranamente una totale assenza di sonoro. Qui le armi una volta ottenute hanno munizioni infinite e i nemici possono sopportare parecchi proiettili. In questa versione si hanno più vite. Nel finale, come anche su Amstrad CPC, è presente un breve tratto a piattaforme.
La versione Commodore 64 è priva dei nemici appostati alle finestre e dei boss. I nemici si eliminano con un solo colpo e spariscono senza neppure un'animazione. Non ci sono precipizi da saltare, neppure sui tetti.

## Sviluppo
La versione per Commodore 64 fu programmata da Don French, che era al suo primo (e rimasto unico) gioco per C64. Fu ingaggiato tramite un'azienda della Bay Area per scrivere Dick Tracy perché rispose a un annuncio sul giornale per un programmatore in assembly per C64. L'azienda aveva un incarico anche per una versione Apple II, mai uscita.
Secondo French, il game design e la sceneggiatura di Dick Tracy venivano dalla Disney e gli sviluppatori di tutte le versioni dovevano seguirli. Il tempo di realizzazione venne sottovalutato e quando il film uscì nessuna versione del gioco era nemmeno vicina al completamento. Le pubblicazioni furono accelerate e la versione per Commodore 64 in particolare uscì visibilmente incompleta.
Nel suo codice macchina sono stati poi individuati molti sprite inutilizzati, con animazioni di Dick che viene colpito, spara verso l'alto, calcia, salta, apre porte, e di nemici che si affacciano alle finestre o muoiono; ciò dimostra che, almeno in progetto, il prodotto completo avrebbe avuto funzionalità simili alle altre versioni.

## Accoglienza
Dick Tracy ricevette prevalentemente giudizi negativi dalla stampa europea, in tutte le versioni, con medie sotto la sufficienza, e una media particolarmente bassa nel caso del Commodore 64.
Le critiche andarono spesso alla semplicità e alla ripetitività del gameplay, nonché all'animazione scadente.
Come genere fu accostato da alcune riviste a RoboCop (che al contrario era stato un successo).
Alcuni giudizi estremamente negativi vennero da Zzap!64 (voto 16% Amiga e 11% Commodore 64), Commodore Format (11% Commodore 64, il voto più basso mai dato dalla rivista), 64'er (1/10 Commodore 64), Power Play (8% quasi tutte), Aktueller Software Markt (2/12 a motivazione e qualità/prezzo Commodore 64).
Ci fu anche qualche giudizio nettamente positivo, tra cui uno speciale della rivista K che lo mise tra i 20 migliori giochi degli ultimi mesi con il titolo "miglior conversione da film" (Amiga/ST), Joystick (85% MS-DOS), Amstrad Cent Pour Cent (84% GX4000), MicroHobby (80% ZX Spectrum, pur definendolo semplice), Sinclair User (78% ZX Spectrum, pur considerandolo troppo facile).